# Сен-Морис-ле-Шарансе
Сен-Мори́с-ле-Шарансе́, Сен-Моріс-ле-Шарансе (фр. Saint-Maurice-lès-Charencey) — колишній муніципалітет у Франції, у регіоні Нормандія, департамент Орн. Населення — 601 осіб (2011).
Муніципалітет був розташований на відстані близько 120 км на захід від Парижа, 105 км на південний схід від Кана, 55 км на північний схід від Алансона.

## Історія
До 2015 року муніципалітет перебував у складі регіону Нижня Нормандія. Від 1 січня 2016 року належав до нового об'єднаного регіону Нормандія.
1 січня 2018 року Сен-Морис-ле-Шарансе, Нормандель i Муссонвільє було об'єднано в новий муніципалітет Шарансе.

## Демографія
Динаміка населення (INSEE ):
Розподіл населення за віком та статтю (2006):
| Стать | Всього | До 15 років | 15-24 | 25-44 | 45-64 | 65-85 | Понад 85 |
| --- | ------ | ----------- | ----- | ----- | ----- | ----- | -------- |
| Чоловіки | 268    | 60          | 36    | 64    | 68    | 36    | 4        |
| Жінки | 256    | 36          | 52    | 60    | 72    | 32    | 4        |
| \| Статево-вікова піраміда \| Статево-вікова піраміда \| Статево-вікова піраміда \| \| ----------------------- \| ----------------------- \| ----------------------- \| \| Чоловіки \| Вік \| Жінки \| \| 4 \| 85 + \| 4 \| \| 0 \| 80-84 \| 4 \| \| 4 \| 75-79 \| 8 \| \| 4 \| 70-74 \| 4 \| \| 28 \| 65-69 \| 16 \| \| 20 \| 60-64 \| 16 \| \| 12 \| 55-59 \| 16 \| \| 28 \| 50-54 \| 20 \| \| 8 \| 45-49 \| 20 \| \| 8 \| 40-44 \| 8 \| \| 20 \| 35-39 \| 12 \| \| 12 \| 30-34 \| 24 \| \| 24 \| 25-29 \| 16 \| \| 12 \| 20-24 \| 16 \| \| 24 \| 15-20 \| 36 \| \| 16 \| 10-14 \| 12 \| \| 12 \| 5-9 \| 0 \| \| 32 \| 0-4 \| 24 \| |        |             |       |       |       |       |          |
| Статево-вікова піраміда |        |             |       |       |       |       |          |
| Чоловіки | Вік    | Жінки       |       |       |       |       |          |
| 4 | 85 +   | 4           |       |       |       |       |          |
| 0 | 80-84  | 4           |       |       |       |       |          |
| 4 | 75-79  | 8           |       |       |       |       |          |
| 4 | 70-74  | 4           |       |       |       |       |          |
| 28 | 65-69  | 16          |       |       |       |       |          |
| 20 | 60-64  | 16          |       |       |       |       |          |
| 12 | 55-59  | 16          |       |       |       |       |          |
| 28 | 50-54  | 20          |       |       |       |       |          |
| 8 | 45-49  | 20          |       |       |       |       |          |
| 8 | 40-44  | 8           |       |       |       |       |          |
| 20 | 35-39  | 12          |       |       |       |       |          |
| 12 | 30-34  | 24          |       |       |       |       |          |
| 24 | 25-29  | 16          |       |       |       |       |          |
| 12 | 20-24  | 16          |       |       |       |       |          |
| 24 | 15-20  | 36          |       |       |       |       |          |
| 16 | 10-14  | 12          |       |       |       |       |          |
| 12 | 5-9    | 0           |       |       |       |       |          |
| 32 | 0-4    | 24          |       |       |       |       |          |

## Економіка
2010 року серед 349 осіб працездатного віку (15—64 років) 208 були активними, 141 — неактивною (показник активності 59,6%, у 1999 році було 66,9%). З 208 активних мешканців працювало 190 осіб (111 чоловіків та 79 жінок), безробітними було 18 (9 чоловіків та 9 жінок). Серед 141 неактивної 56 осіб було учнями чи студентами, 40 — пенсіонерами, 45 були неактивними з інших причин.

У 2010 році в муніципалітеті числилось 194 оподатковані домогосподарства, у яких проживали 457,0 особи, медіана доходів виносила 14 496 євро на одного особоспоживача